# Eduardo Junco Bonet
Eduardo Junco Bonet (n. Palma de Mallorca, Islas Baleares, España, 10 de agosto de 1945) es un diplomático y abogado español.

## Carrera profesional
Se licenció en Derecho.
Al finalizar sus estudios superiores, ingresó en la carrera diplomática en el año 1972.
Primeramente estuvo ocupando diversos cargos en las representaciones diplomáticas españolas en las ciudades de San Salvador (El Salvador) y Hamburgo (Alemania).
Luego pasó a ser Subdirector General de Extranjería, Refugiados y Pasaportes.
Ya en 1988 fue nombrado Embajador de España en el Zaire y posteriormente en Ucrania.
Diez años más tarde en 1998, fue designado como Embajador de España en Cuba y en abril de 2001 como Embajador en Grecia.
Además durante estos años, también ha sido Vocal-Asesor en la Dirección General de Integración y Coordinación de Asuntos Generales y Económicos de la Unión Europea (UE). Y en 2009 ocupó el cargo de Cónsul General en Zúrich (Suiza).
Actualmente desde el día 2 de mayo de 2012, es el nuevo Embajador del Reino de España en la República Portuguesa, en sucesión de Francisco Villar y Ortiz de Urbina.